# Isla Assateague
La isla Assateague (en inglés: Assateague Island) es una isla estadounidense de 60 km de largo que constituye una barrera situada en la costa oriental de los estados de Maryland y Virginia. Es conocida por sus manadas de caballos salvajes, playas vírgenes y el faro de Assateague. La isla también contiene numerosos pantanos, bahías y caletas, incluyendo Toms Cove. Existen puentes de acceso para vehículos desde Maryland y Virginia, aunque no hay un camino que recorra toda la longitud de la isla.
La isla tiene una superficie de 63,21 km² y no tiene población residente, ni en Maryland ni en Virginia, aunque algunos retuvieron los derechos de propiedad hasta el año 2006. Se trataba principalmente de campos de caza.